# Kadi Kartokromo
Kadi Kartokromo (Commewijne, 7 juni 1941 – 1 mei 2020) was een Surinaams politicus, politiek analist, onderwijzer en auteur.

## Biografie
Kartokromo studeerde af aan de Anton de Kom Universiteit van Suriname in bestuurskunde.
Hij was van 1973 tot 2000 secretaris van de Javaans-Surinaamse partij KTPI, waarvoor hij vanaf 1987 zitting had in De Nationale Assemblée.
Hij was van 1975 tot 1979 de eerste Javaans-Surinaamse districtscommissaris van Commewijne.
Kartokromo overhandigde in 2012 het derde deel uit de serie Javanen in de politiek aan minister Soewarto Moestadja. Schrijver en columnist Robby Parabirsing (Rappa) zei hierover: "Hij wist op neutrale wijze de feiten weer te geven. De boeken handelen over het politieke machtsspel binnen de Javaanse politieke partijen en de Javaan in die maatschappij." Volgens Rappa bestond het repertoire van Kartokromo weliswaar slechts uit enkele boekwerken, maar hadden ze "intrinsieke waarde en diepgang." Voor literaire avonden vonden sommige leden van Schrijversgroep '77 de politieke trilogie minder geschikt.
Dankzij zijn werk over voormalig voorzitter Willy Soemita van de KTPI werd hij geciteerd door de surinamist Chan Choenni. Ook assisteerde hij Choenni bij diens onderzoek naar Iding Soemita, de vader van Willy Soemita en tevens voormalig KTPI-leider.
Naast werk als politiek analist schreef hij ook over niet-politieke onderwerpen, zoals Suwarni (2012) over een Javaanse vrouw. Hij kreeg hevige kritiek omdat hij ook onkuise momenten van Javaanse vrouwen in armoedige periodes had beschreven.
Hij gaf ook lezingen en zat tot 2014 in het bestuur van de Schrijversgroep '77. In 2018 werd de Surinaams-Javaanstalige Bijbel opgeleverd. Hij was een van de acht schrijvers die werkten aan de vertaling.
Kadi Kartokromo overleed op 1 mei 2020 op 78-jarige leeftijd. Hij sukkelde toen al een tijdje met zijn gezondheid.